# Bielski partizani
Bielski partizani bili su organizacija židovskih partizana koja se tijekom Drugog svjetskog rata borila protiv njemačkih okupatora i njihovih suradnika u blizini Nowogródeka (Navahrudak) i Lide, u okupiranoj Poljskoj (danas zapadna Bjelorusija).
Pod njihovom zaštitom, 1.213 Židova preživjelo je rat, što ovo čini jednom od mnogih izvanrednih misija spašavanja u holokaustu. Grupa je provela više od dvije godine u šumama, a ime joj potječe od toga što je prvotno organizirana od strane članova obitelji Bielski.

## Povijest obitelji
Članovi obitelji Bielski bili su mlinari i trgovci iz mjesta Stankiewicze (u blizini Novogrudeka). Navedeno područje je početkom rata bilo u sastavu Druge Poljske republike te je u rujnu 1939. pripojeno SSSR-u, u skladu s paktom Ribbentrop-Molotov i nacističko-sovjetskom dogovoru o međusobnom nenapadanju.

## Bielski partizani tijekom rata

### Sastav
Četvero braće Bielski: Tuvia, Aleksander (također znan i kao Zus), Asael i Aron uspjeli su pobjeći u obližnje šume kada su im u prosincu 1941. u getu ubijeni roditelji. Zajedno s još 13 susjeda iz geta, tijekom proljeća 1942. formirali su jezgru buduće grupe. Grupa se ispočetka sastojala od 40 ljudi, ali je brzo rasla.
Najstariji brat, Tuvia, bio je zapovjednik grupe. U razdoblju od 1927. do 1929. služio je u poljskoj vojsci i ondje stekao čin vodnika. Izražavao je interes za Pokret židovske mladeži te bi „radije spasio jednu židovsku staricu nego ubio deset nacističkih vojnika“. Poslao je izaslanike da se tajno ubace u geta te bi tako dovodio nove članove u grupu u šumi Naliboki. Naposljetku su stotine muškaraca, žena i djece slijedile izaslanike do kampa, grupa je na svom vrhuncu imala 1.236 ljudi, od čega su 70 % bile žene, djeca i starci. Nitko nije odbijen i svi su prihvaćani, bez obzira na poteškoće. Oko 150 članova sudjelovalo je u oružanim akcijama. Braća Bielski za svoj pothvat nikada nisu tražili nikakvo priznanje.

### Organizacija
Partizani su živjeli u zemunicama ili bunkerima. Osim toga, kamp je sadržavao i još nekoliko posebno izgrađenih objekata, poput kuhinje, mlina, pekarnice, prostorije za kupanje i higijenu, bolnice te kolibe za karantenu (za one koji su patili od prenosivih bolesti i tifusa). Stada krava opskrbljivala su ih mlijekom. Grupa je vršila popravke oružja i odjeće i tako logistički pomagala sovjetske partizane. Više od 120 ljudi radilo je na tim poslovima. Mnoga djeca u kampu pohađala su improviziranu škola, a postojao je i zatvor i sud.

### Aktivnosti
Borbene aktivnosti bile su usmjerene protiv Nacista i njihovih suradnika, kao što su bili bjeloruski policajci i lokalno stanovništvo koje je prokazivalo i ubijalo Židove. Također su izvodili i razne sabotaže. Nacisti su ponudili nagradu od 100.000 Reichsmaraka za pomoć u hvatanju Tuvie Bielskog, a 1943. godine provodili su operacije čišćenja s ciljem uništenja grupe. Dijelovi grupe pretrpjeli su gubitke tijekom tih sukoba, ali je glavnina ipak uspijevala pobjeći pred Nacistima i sagraditi novi kamp, te tako više puta. 
Grupa je često vršila prepade na obližnja sela kako bi se opskrbila hranom. Seljaci koji bi se odupirali davanju hrane bili bi zlostavljani, pa čak i ubijani. Ovo je uzrokovalo negodovanje prema partizanima, ali je ipak uvijek bilo lokalnih seljaka koji su im pomagali.
Bielski partizani na području šume Naliboki djelomično su bili pod zapovjedništvom sovjetskih partizana, kojima je zapovijedao Vasily Yefimovich Chernyshev (general Platon). Bielski su nekoliko puta odbili u potpunosti se dati pod sovjetsko zapovjedništvo. Onaj dio koji je sudjelovao u sklopu sovjetkih partizana borio se u sukobima ruskih i poljskih snaga. Najznačajniji pothvat u spomenutim sukobima dogodio se 1. prosinca 1943., kada su razoružali neke od grupa poljskih partizana.
S vremenom se vodstvo nad grupom podijelilo na dva dijela, jedan dio dobio je naziv Ordzhonikidze, a vodio ih je Zus; dok se drugi zvao Kalinin, a vodio ih je Tuvia. Prema partizanskoj dokumentaciji, oba dijela zajedno ubila su 381 neprijateljskog vojnika (akcije su povremeno izvodili zajedno sa sovjetskim snagama). Poginulo je 50 članova grupe. 

### Prestanak djelovanja
Tijekom ljeta 1944., kada je počela djelovati sovjetska protuofenziva na području Bjelorusije, odred Kalinin napustio je šumu i zaputio se prema Nowogródeku. Ukupno su imali 1.230 muškaraca, žena, djece i staraca.
Unatoč donedavnoj suradnji sa sovjetskim partizanima, odnos s Rusima ubrzo se pogoršao. NKVD je ispitao braću Bielski o glasinama koje su tvrdile da su tijekom rata počinili pljačke, ali i o propasti njihove ideje „da uspostave socijalističku vladavinu u svom kampu“. Asael Bielski regrutiran je u Crvenu armiju i kasnije je poginuo u bici kod Königsberga, 1945. godine. Ostala braća napustila su države koje su bile pod sovjetskom kontrolom i otišla su na Zapad. Yehudu Bielskog, Tuvijina bratića, također je tražio NKVD, iz razloga što je imao čin u prijeratnoj poljskoj vojsci. Ipak, on i Tuvia uspjeli su zajedno pobjeći u Mađarsku, a zatim u Izrael.

## Nakon rata

### Obitelj Bielski
Tuvia i Zus kasnije su otišli u New York i ondje vodili uspješan posao s kamionima. Aron Bielski došao je u SAD 1951. godine i promijenio ime u Aron Bell. Godine 2007. uhićen je na Floridi zbog sumnje na prijevaru tešku 250.000 USD vezanu za ušteđevinu svoje susjede, Janie Zaniewske, također Poljakinje. Nakon smrti godine 1987. Tuvia je prvo pokopan na Long Islandu, ali je godinu kasnije postumno pokopan u Jeruzalemu, na groblju Har Hamenuchot, nakon svečanosti u njegovu čast. Njegova supruga Lilka umrla je 2001. te je pokopana zajedno s njim. Aron je ostao živjeti na Floridi. Nitko od braće nije primo posebna priznanja za svoj pothvat. Yehuda Bielski ostao je živjeti u Izraelu.

### Optužbe za ratne zločine
Nakon rata neki od članova grupe Bielski partizana (ali ne članovi obitelji Bielski osobno) optuženi su za ratne zločine nad lokalnim stanovništvom, posebice za umješanost u Naliboškom masakru godine 1943., kada su sovjetski partizani masakrirali 129 ljudi. Iako neki svjedoci i povjesničari tvrde da su i braća Bielski bila umješana, bivši članovi grupe to opovrgavaju, tvrdeći da je grupa na te prostore došla tek nekoliko mjeseci kasnije. Poljski institut za sjećanja na rat započeo je početkom 2000-tih istraživanja s ciljem razjašnjavanja nastalih pitanja. Nisu pronašli nikakve službene dokaze.

## Knjige i televizija
Podaci vezani za Bielski partizane pojavljuju se u mnogim knjigama koje govore o tom razdoblju Drugog svjetskog rata. Najpoznatije od njih tiskane su na engleskom i poljskom jeziku:
- Defiance ( „Prkos“), iz 1993. godine
- Fugitives of the Forest: The Heroic Story of Jewish Resistance and Survival During the Second World War („Bjegunci u šumi: Priča o herojskom preživljavanju i otporu židovskih partizana tijekom Drugog svjetskog rata“), iz 1998. godine
- The Bielski Brothers ( „Braća Bielski“), iz 2004. godine
- Odwet: Prawdziwa historia braci Bielskich („Osveta: Istinita priča o braći Bielski“), iz 2009. godine

Osim toga, braća su za vrijeme boravka u Izraelu izdala i svoju knjigu.
Godine 2006. HBO je prikazao dokumentarni film naslova „The Bielski Brothers: Jerusalem In The Woods“ („Braća Bielski: Jeruzalem u šumama“), redatelja Deana Warda. BBC-jev serijal Ekstremno preživljavanje također je govorio o grupi Bielski. Godine 2009. izašao je film Defiance („Prkos“), s Danielom Craigom u ulozi Tuvie Bielskog.